# イノシン酸
イノシン酸（イノシンさん、inosinic acid）は、ヌクレオチド構造を持つ有機化合物の一種である。ヒポキサンチン（6-ヒドロキシプリン）と D-リボースとリン酸各1分子ずつで構成されたリボヌクレオチドで、イノシン 5'-リン酸、イノシン 5'-モノリン酸、イノシン一リン酸などとも呼ばれ、IMP と略記される。主に肉類の中に存在する天然化合物である。
呈味性ヌクレオチドの1つであり、日本では鰹節に含まれるうま味成分のひとつとして語られることが多い。
致死量はLD50=14.4g/kgである。

## 生合成と反応

### 生合成
イノシン酸は、リボース5-リン酸から出発してプリンヌクレオチド（アデノシン一リン酸 (AMP)、グアノシン一リン酸 (GMP)）へ至るプリンヌクレオチド生合成において、分岐点にあたる中間体である。イノシン酸から、AMP へ至る経路と GMP へ至る経路が分かれている。
また、アデノシン一リン酸を分解して尿酸とする経路の中では、アデノシン一リン酸に脱アミノ酵素（デアミナーゼ）が作用してイノシン酸が生じる。

### 反応
酸で処理すると加水分解を受け、等モルのヒポキサンチン、D-リボース、およびリン酸を生じる。

## 利用
イノシン酸のナトリウム塩（イノシン酸ナトリウム）は、かつお節の旨味の主成分であり、うま味調味料として重要である。核酸系調味料の多くはシイタケ旨味成分である5'-GMPと5'-IMPの混合物であり、工業的には酵母のRNAを原料にして、アオカビのヌクレアーゼP1(EC. 3.1.30.1)を作用させて5'-GMPと5'-AMPの混合物にし、コウジ菌のAMPデアミナーゼで5'-AMPのみを5'-IMPに転換して酵素的に核酸系調味料を製造している。
鰹節等からのイノシン酸の抽出には水に含まれるミネラルが悪影響を及ぼすので軟水の使用が望ましいという話がよくあるが、軟水・中硬水・硬水を用いた実験で軟水と中硬水でほとんど差が出ない一方硬水で最も多くイノシン酸が抽出できたとする報告もあり（好ましさの官能検査の結果では有意差がなかった）、必ずしも硬水の使用がイノシン酸抽出における悪条件とはならないようである。

## 関連化合物
- イノシン （Inosine、ヒポキサンチンリボシド）
- ヒポキサンチン（hypoxanthine、6-ヒドロキシプリン）
- グルタミン酸